# Rhynchopelta
Rhynchopelta is een geslacht van weekdieren uit de klasse van de Gastropoda (slakken).

## Soort
- Rhynchopelta concentrica McLean, 1989